# Niederentzen
Niederentzen település Franciaországban, Haut-Rhin megyében. Lakosainak száma 807 fő (2022. január 1.). Niederentzen Rustenhart, Oberhergheim, Biltzheim, Oberentzen és Hirtzfelden községekkel határos.

## Népesség
A település népességének változása:
| Lakosok száma | 594  | 709  | 722  | 715  | 718  | 733  | 738  | 756  | 807  |
|               | 2013 | 2015 | 2016 | 2017 | 2018 | 2019 | 2020 | 2021 | 2022 |